# Laysan-Rohrsänger
Der Laysan-Rohrsänger (Acrocephalus familiaris familiaris) ist ein ausgestorbener Vogel aus der Gattung der Rohrsänger (Acrocephalus). Er war endemisch auf der kleinen hawaiischen Insel Laysan.

## Beschreibung

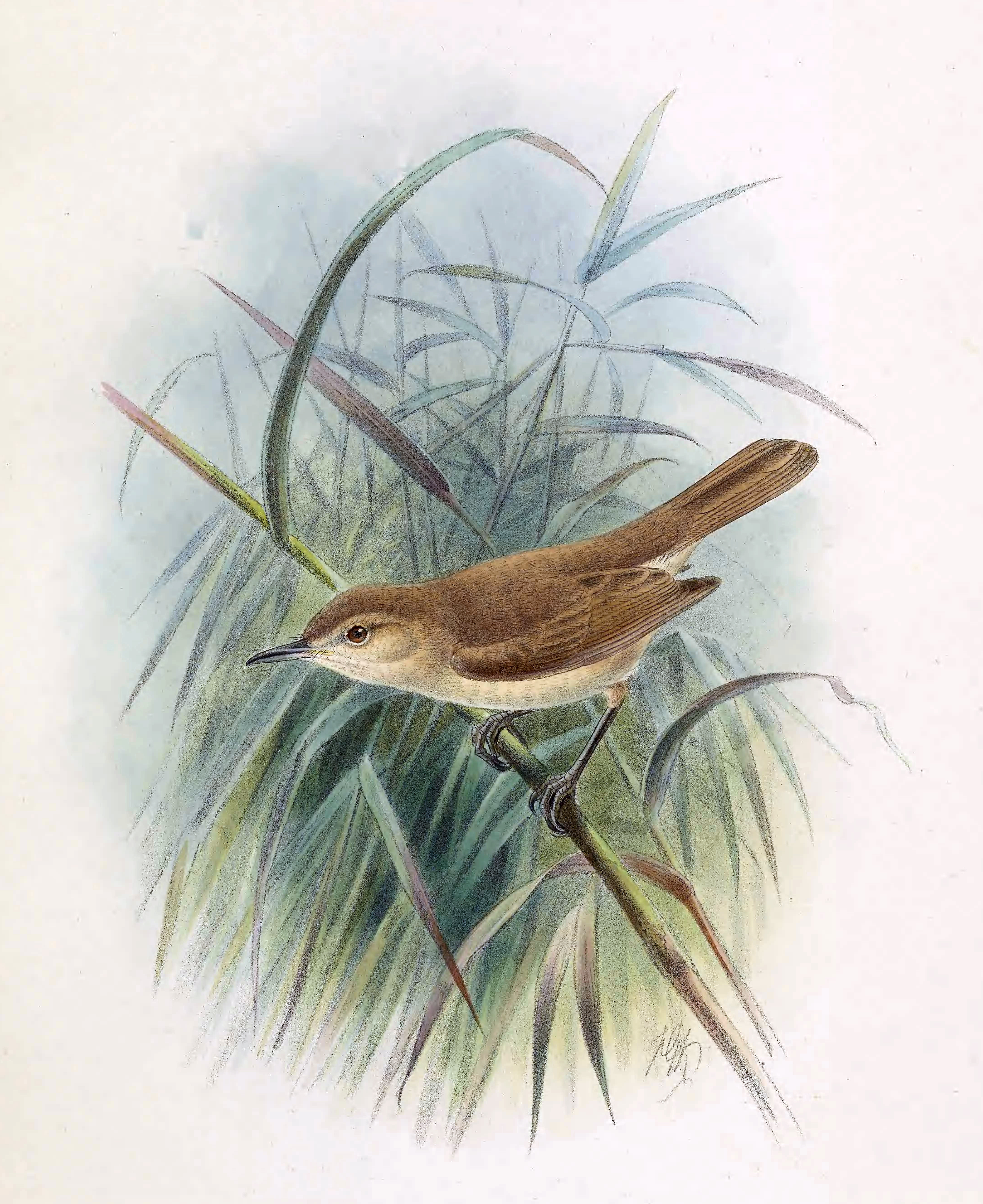
Laysanrohrsänger

Der Laysan-Rohrsänger war im Aussehen dem vom Aussterben bedrohten Nihoa-Rohrsänger (Acrocephalus familiaris kingi) ähnlich. Beide Unterarten werden auch als Südseerohrsänger oder Hawaii-Rohrsänger (Acrocephalus familiaris) bezeichnet.  Der Laysan-Rohrsänger erreichte eine Größe von zehn bis dreizehn Zentimetern. Der Rücken war graubraun, der Bauch bräunlich weiß. Flügel und Schwanz waren dunkler gefärbt. Zwischen den Geschlechtern gab es nur geringe Färbungsunterschiede.

## Nahrung und Lebensweise
Der Laysan-Rohrsänger war Insektenfresser. Seine Nahrung bestand aus Nachtfaltern, Fliegen, Käfern und Raupen. Von seiner bevorzugten Eulenfalterart Agrotis laysanensis, die umgangssprachlich als miller moth bezeichnet wurde und ebenfalls als ausgestorben gilt, leitet sich auch sein englischer Name millerbird ab. Er war ein Standvogel.
Der Ornithologe George Campbell Munro beschrieb diesen Vogel als sehr lebhaft und zutraulich. Er hielt sich bevorzugt im hohen Tussock- und Liebesgras auf und flog sogar in die Behausungen, um nach Faltern zu jagen.

## Fortpflanzung
Der Laysan-Rohrsänger war monogam. Die Brutzeit war von Mai bis Juni und die Jungen wurden bis zum Frühsommer betreut. Das Nest wurde im hohen Liebesgras (Eragrostis) entlang einer Lagune errichtet. Das Gelege bestand aus zwei bis drei Eiern, die 17 Tage lang von beiden Eltern bebrütet wurden. Die Küken waren Nesthocker.

## Aussterben
Noch in den 1890er Jahren war der Laysan-Rohrsänger ein sehr häufiger Vogel. 1903 setzten Guanosammler Kaninchen auf Laysan aus, die fast die gesamte Vegetation kahlfraßen. In der Folgezeit sank der Bestand der Vögel rapide ab. Während eine Zählung der USCGC Thetis Expedition im April 1915 etwa 1500 Exemplare ergab, beobachteten Wissenschaftler der Iowa State University im Jahre 1911 und bei einem kurzen Besuch im Februar 1916 nur wenige Individuen. Im Jahre 1923 gab es einen unbestätigten Bericht der Tanager-Expedition, der allerdings vom US-amerikanischen Paläontologen Storrs Lovejoy Olson angezweifelt wird. Demzufolge kann angenommen werden, dass der Vogel irgendwann zwischen 1915 und 1923 ausstarb.
Durch die Zerstörung der Vegetation auf Laysan war der Laysan-Rohrsänger starken Nestplünderungen ausgesetzt, insbesondere durch den Schwarzkopf-Steinwälzer, den Laysankleidervogel und den Borstenbrachvogel. Auch eingeschleppte Nagetiere fraßen die Eier und töteten die Küken. Zusätzlich waren um das Jahr 1911 die Nachtfalter verschwunden, die die Hauptnahrung des Laysan-Rohrsängers bildeten, weil die Kaninchen ihre Wirtspflanzen fraßen. Die einzig verbliebene Nahrungsquelle war die Fliegenart Neoscatella sexnotata, eine Salzwasserfliege, die auf Hawaii endemisch ist. Obwohl diese Fliege recht häufig auf Laysan vorkommt, verlor der Laysan-Rohrsänger den aggressiven Konkurrenzkampf mit der Laysanente, für die diese Fliegenart ebenfalls die Hauptnahrung bildet. Der Laysan-Rohrsänger war der erste von drei endemischen Landvögeln auf Laysan, die ausgerottet wurden. Die Population der Laysan-Apapane (Himatione freethi) fiel im April 1923 einem Sandsturm zum Opfer und die Laysanralle (Porzana palmeri) starb im Verlauf des Jahres 1944 aus.